# Wojska Federacji Rosyjskiej na Krymie
Wojska rosyjskie na Krymie – związki operacyjne, taktyczne, oddziały  i sprzęt bojowy Sił Zbrojnych Federacji Rosjskiej stacjonujące na Krymie.

## Militaryzacja Krymu

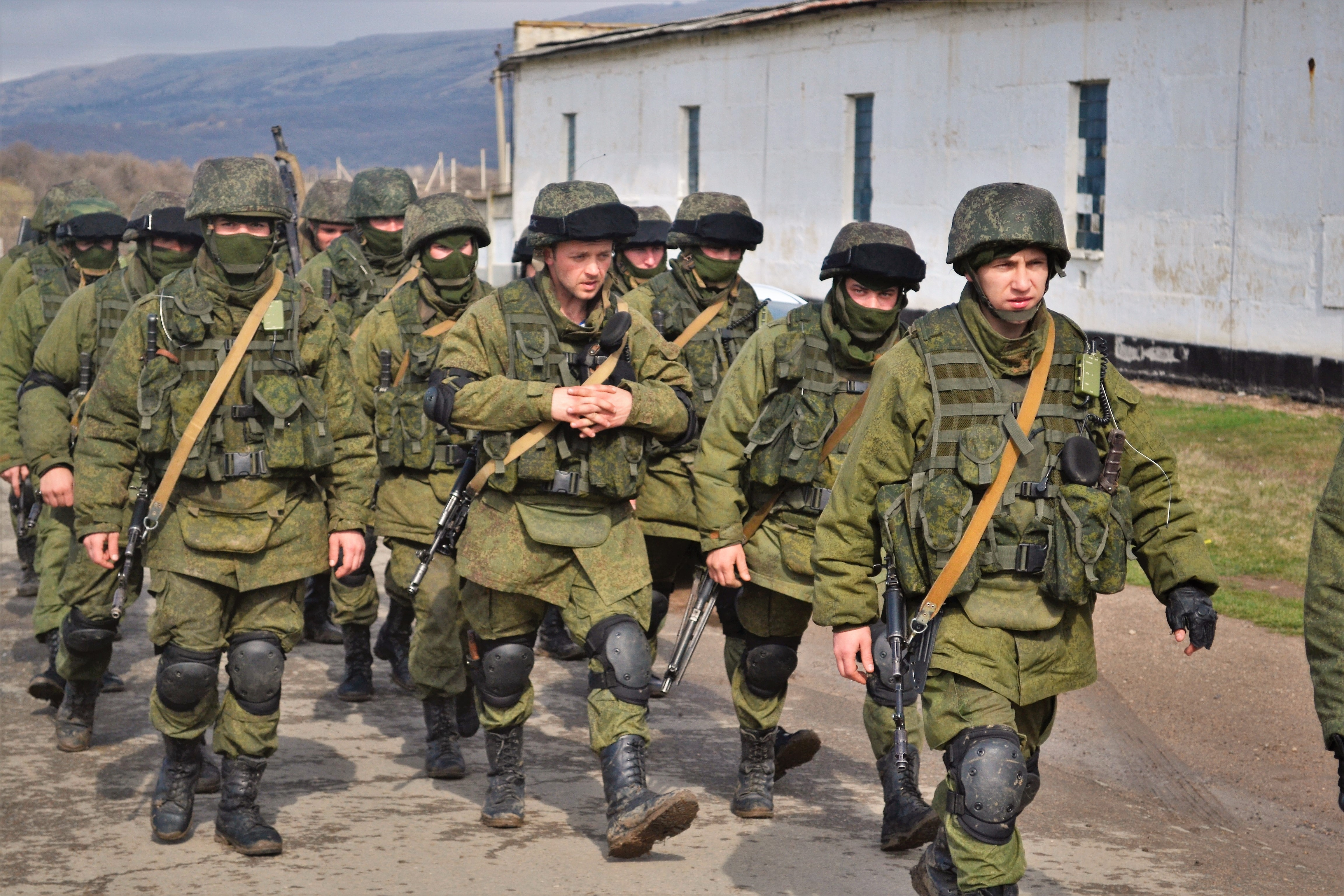
Zajęcie ukraińskiej bazy wojskowej w Pieriewalnoje przez tzw. "zielone ludziki"

Po aneksji Krymu Rosja uznała, że położenie geograficzne półwyspu oraz napięta sytuacja polityczno-militarna w regionie wymagają radykalnego wzmocnienia stacjonujących na Krymie jednostek podległych dowództwu Floty Czarnomorskiej. Jednym z pierwszych ruchów było obsadzenie przesmyków Perekop i Czongar żołnierzami połączonego batalionu sił lądowych i wojsk powietrznodesantowych. Stratedzy wojskowi opracowali Plan obrony Krymu, a w grudniu 2014 minister obrony Siergiej Szojgu ogłosił utworzenie samodzielnej grupy wojsk na Krymie. Rozbudowa rosyjskiego potencjału militarnego przebiegała dwutorowo. W pierwszej kolejności wykorzystano miejscowy personel i na bazie ukraińskich jednostek formowano podległe sobie oddziały. W drugiej, na teren półwyspu przegrupowywano jednostki wojskowe z głębi Rosji lub organizowano je od nowa. Militaryzacja półwyspu realizowana była także poprzez wymianę przestarzałego uzbrojenia i sprzętu na nowsze jego generacje.

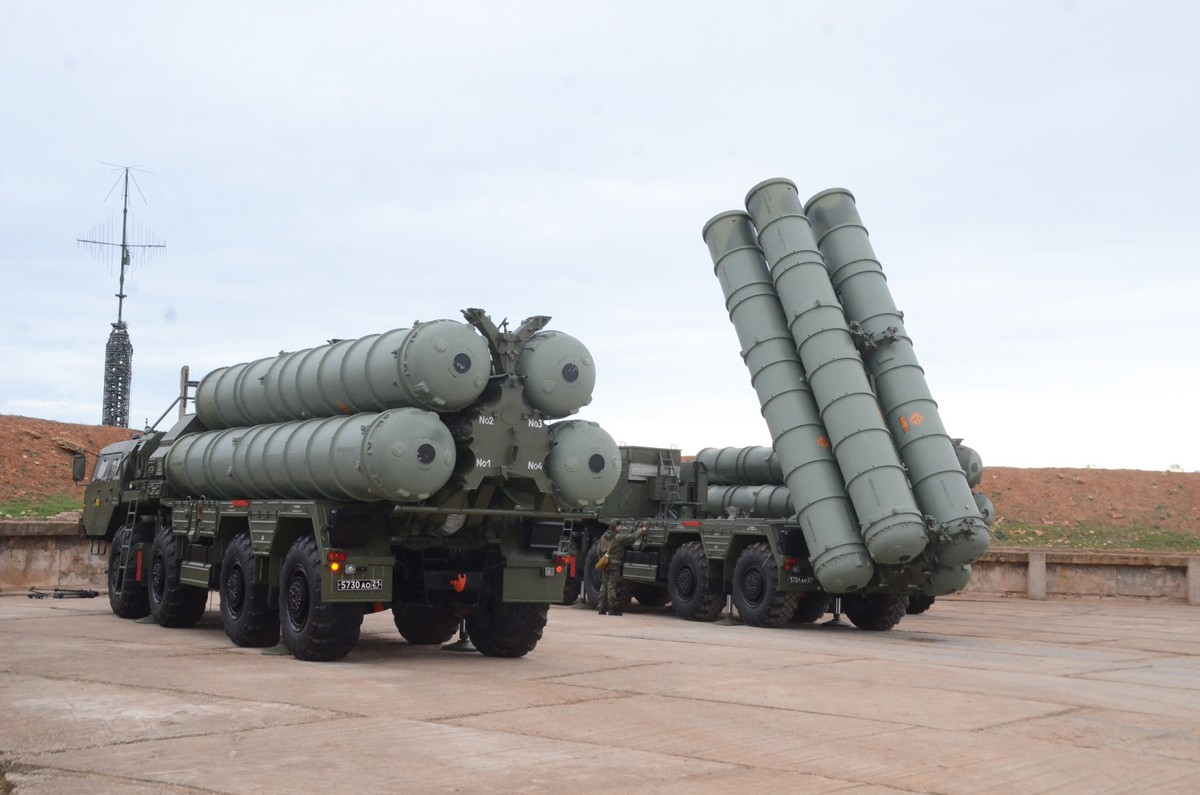
Wyrzutnie systemu S-400 Triumf

Wojskowe zgrupowanie na Krymie tworzą trzy komponenty: lądowy, powietrzny i morski, do których należy dodać pododdziały innych resortów siłowych i formacji. We wrześniu 2014 rozpoczęto formować 126 Brygadę Obrony Wybrzeża, samodzielny batalion obrony wybrzeża i 8 pułk artylerii Floty Czarnomorskiej. W grudniu 1916 pojawiły się informacje o formowaniu 22 Korpusu Armijnego. Nie wyklucza się, że na półwyspie rozmieszczono broń jądrową. Może ona znajdować się zarówno na lądzie, jak i na okrętach podwodnych. Na Krym przemieszczono pułk obrony przeciwlotniczej S-400 Triumf i stację radarową „Słonecznik”. System radarowy zapewnia wykrywanie celu w odległości do 600 kilometrów, a nowe pociski są zdolne do zestrzeliwania celów powietrznych w odległości do 400 kilometrów. Do lutego 2014 na Krymie wykorzystywano tylko pięć lotnisk. Były to rosyjskie bazy lotnicze w Kaczy i Gwardiejskoje, oraz ukraińskie w Belbek, Dżankoj i Kirowskoje. Po aneksji Rosjanie przejęli lotniska ukraińskie i uruchomili trzy kolejne: Donuzław, Oktiabrskoje i Saki.
Według strony ukraińskiej, 4 lata po aneksji Krymu, Rosja rozmieściła na okupowanym półwyspie około 31 tysięcy żołnierzy, 71 okrętów bojowych, 7 okrętów podwodnych, 162 systemy artyleryjskie, 120 środków obrony przeciwlotniczej, 583 bojowe pojazdy opancerzone, 58 śmigłowców bojowych, 113 samolotów bojowych, 40 czołgów, 55 wyrzutni rakietowych, 16 nadbrzeżnych systemów rakietowych.

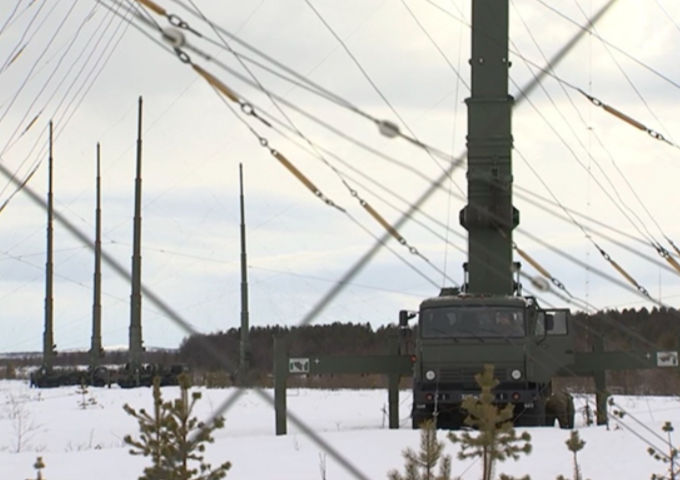
System walki elektronicznej Murmańsk-BN

W marcu 2017 na Krym trafił system walki radioelektronicznej Murmańsk-BN. Sprowadzono też systemy rozpoznawcze typu Busoła-S i Fokus-D. Uzbrojenie rakietowe to Iskandery o zasięgu do 500 km i środki przeciwokrętowej obrony wybrzeża: K-300P Bastion-P i pociski sterowane P-800 Jachont, które dysponują zasięgiem do 300 km. Oprócz tego Rosja rozmieściła na półwyspie systemy rakietowe Bal. Dywizjon tych ostatnich został włączony w skład 15 Brygady Nadbrzeżnej Artylerii Rakietowej.

Przyłączenie Krymu znacząco zwiększyło także możliwości operacyjne i potencjał Floty Czarnomorskiej. Federacja Rosyjska uzyskała pełną swobodę w zakresie jej liczebności i rozmieszczenia na półwyspie. Anektując Krym Rosjanie zajęli ponad 30 okrętów wojennych i jednostek wsparcia ukraińskiej floty; część z nich po inspekcji wcielono do Floty Czarnomorskiej, część zwrócono Ukrainie. Na Morze Czarne wpłynął okręt podwodny typu Warszawianka „Rostów nad Donem”, uzbrojony w 3M-54 Kalibr NK w wersji dostosowanej do okrętów podwodnych.
Półwysep Krymski stał się rejonem oddziaływania rosyjskiej strategii, która polega na uniemożliwieniu przeciwnikowi dostępu do rejonu działań wojennych zarówno drogą powietrzną jak i morską, dzięki kombinacji systemów rakietowych i radarów. Poprzez militaryzację Krymu Rosja dąży do wzmocnienia swojej pozycji w globalnym układzie sił przy użyciu różnych narzędzi. Jednym z kluczowych dla niej jest siła militarna.

## Jednostki wojskowe na Krymie

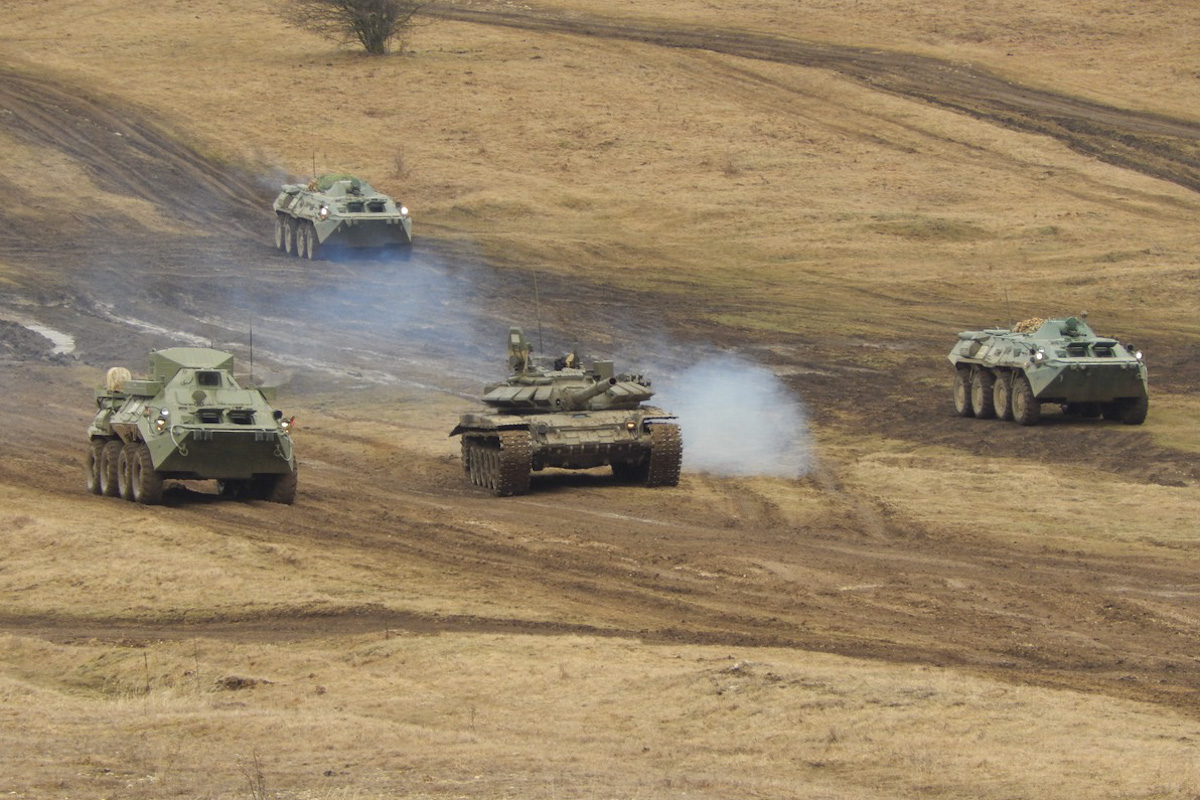
Pojazdy 126 Brygady Obrony Wybrzeża

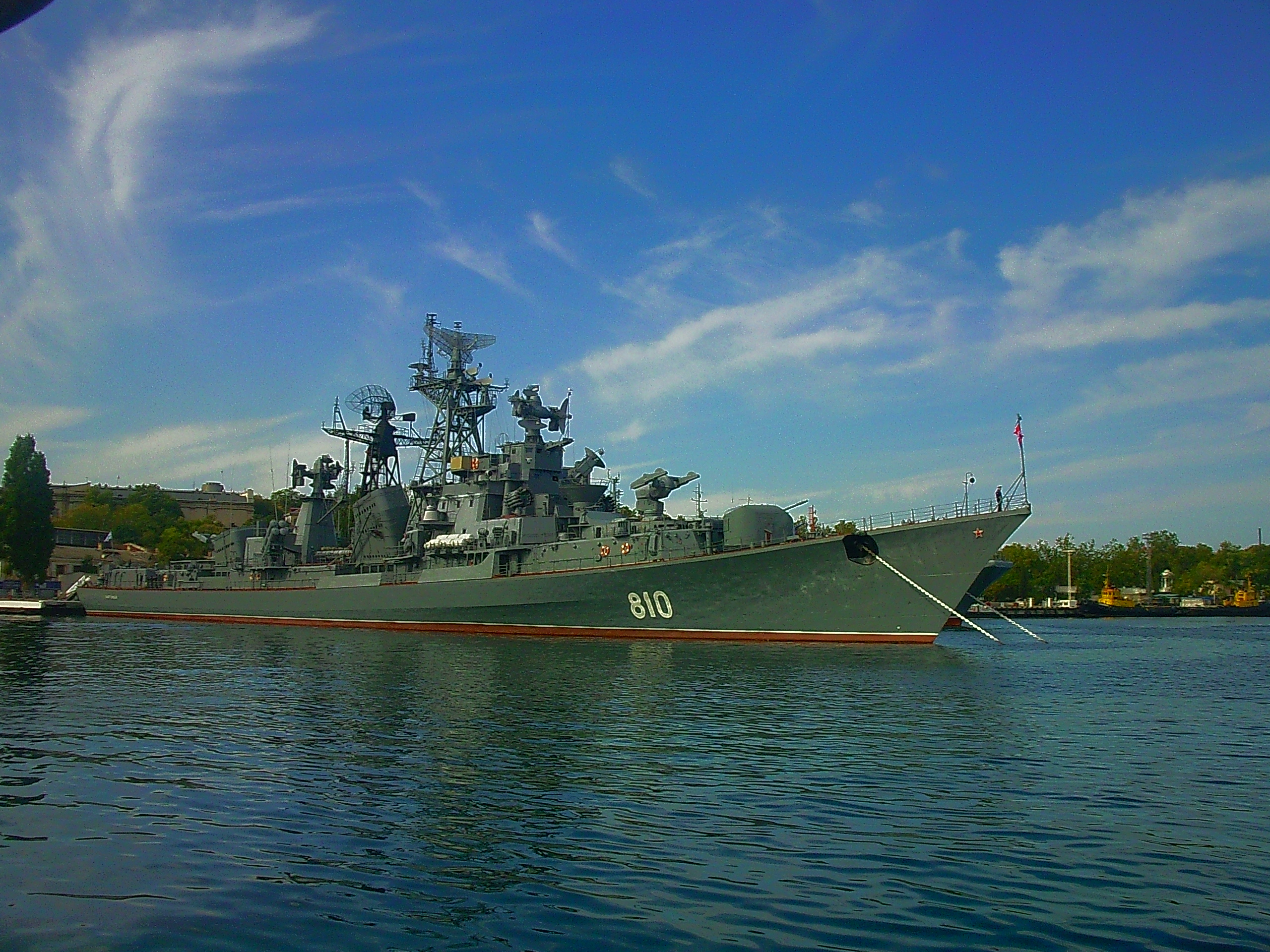
RFS Smietliwyj z 30 Dywizji Okrętów Nawodnych

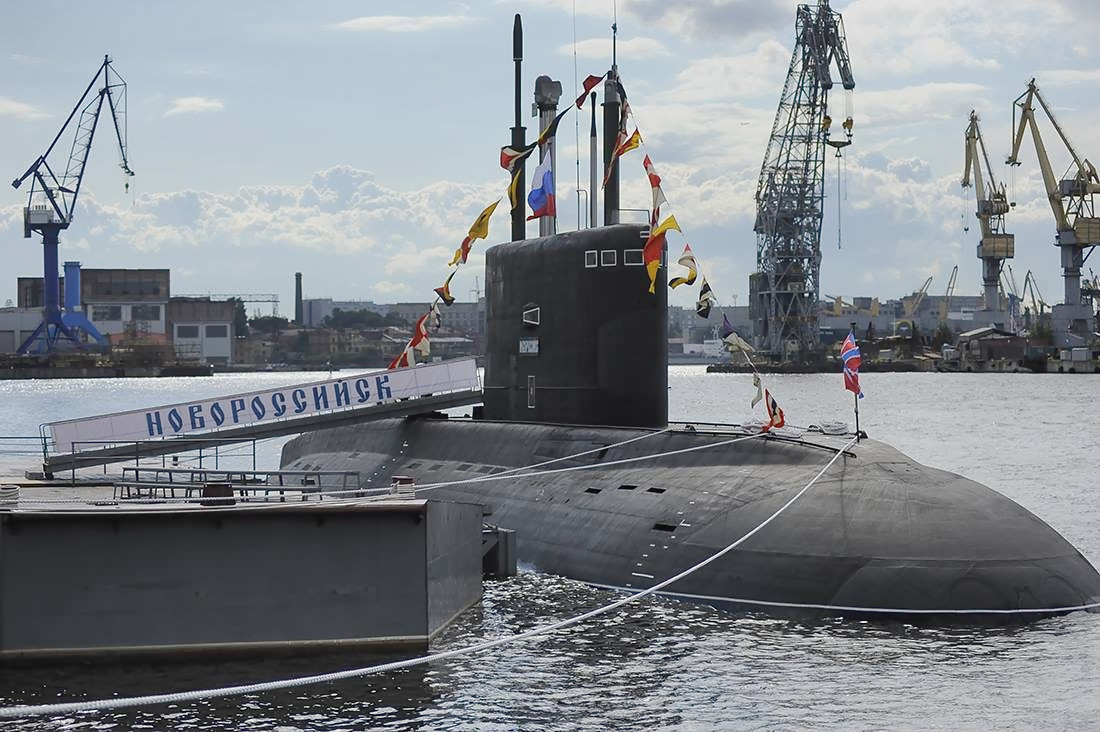
RFS Noworossijsk z 4 Brygady Okrętów Podwodnych

| Nazwa jednostki                            | Miejsce stacjonowania                 |
| Wojska lądowe (w rejonie Sewastopola)      | Wojska lądowe (w rejonie Sewastopola) |
| ------------------------------------------ | ------------------------------------- |
| dowództwo 22 Korpusu Armijnego             | Sewastopol                            |
| 810 Brygada Piechoty Morskiej              | Sewastopol                            |
| 501 batalion piechoty morskiej             | Teodozja                              |
| 127 Brygada Rozpoznania (Wywiadu)          | Sewastopol                            |
| 5 Brygada Nadbrzeżnej Artylerii Rakietowej | Sewastopol                            |
| 126 (128) Brygada Obrony Wybrzeża          | Pieriewalne                           |
| 68 morski pułk inżynieryjny                | Eupatoria                             |
| 8 pułk artylerii                           | Symferopol, Pieriewalne               |
| 1096 pułk przeciwlotniczy                  |                                       |
| 4 pułk opbmar.                             | Inkerman                              |
| Jednostki lotnicze                         |                                       |
| 40 Ośrodek Kontroli i Telemetrii OP        | Sewastopol                            |
| 43 morski pułk lotnictwa szturmowego       | Saki                                  |
| 318 mieszany pułk lotniczy                 | Kacza                                 |
| 37 mieszany pułk lotniczy                  | Gwardiejskie                          |
| 38 pułk lotnictwa myśliwskiego             | Belbek                                |
| 39 pułk śmigłowców                         | Dżankoj                               |
| Jednostki morskie                          |                                       |
| Dowództwo Floty Czarnomorskiej             | Sewastopol                            |
| 30 Dywizja Okrętów Nawodnych               | Sewastopol                            |
| 11 Brygada Okrętów                         | Sewastopol                            |
| 197 Brygada Okrętów Desantowych            | Donuzław                              |
| 41 Brygada Kutrów Rakietowych              |                                       |
| 68 Brygada Okrętów Obrony Rejonu Wodnego   |                                       |
| 4 Brygada Okrętów Podwodnych               | Sewastopol                            |